# Izquierda de Zimmerwald
La Izquierda de Zimmerwald, también conocida como Grupo de zimmerwaldianos de izquierda, fue un grupo o fracción de militantes de izquierda de los partidos y organizaciones socialdemócratas europeas que integraban la Segunda Internacional y que asistieron a la Conferencia Internacional Socialista de Zimmerwald en Suiza realizada del 5 al 8 de septiembre de 1915. El grupo fue formado por iniciativa de Lenin, quien además era líder del grupo, y tenía como objetivo condenar la guerra imperialista, y a su vez denunciar la traición de los socialchovinistas o socialpatriotas, quienes habían decidido apoyar a sus burguesías nacionales en la participación en esas guerras, específicamente la Primera Guerra Mundial.
La Izquierda Zimmerwaldiana estaba compuesta por 8 de 38 representantes de los distintos partidos socialdemócratas, los convocados fueron 40, pero Rosa Luxemburgo y Karl Liebknecht que eran de corte izquierdista fueron detenidos en una protesta y no pudieron asistir. Entre los miembros de la Izquierda Zimmerwaldiana se encontraban: Vladímir Lenin y Grigori Zinóviev del Partido Obrero Socialdemócrata Ruso, Jānis Bērziņš del Partido Obrero Socialdemócrata Letón; Karl Radek del Partido Socialdemócrata del Reino de Polonia y Lituania; Julian Borchardt del Partido Socialdemócrata Alemán; Fritz Platten del Partido Socialdemócrata Suizo; y Zeth Höglund y Ture Nerman de la alianza Partido Socialdemócrata de Suecia y el Movimiento Juvenil Noruego, posteriormente se unirían deHolanda Henriette Roland-Holst, Anton Pannekoek y Herman Gorter, de Alemania Rosa Luxemburgo, Clara Zetkin y Karl Liebknecht, de Bulgaria Jorge Dimitrov y Vasil Kolarov entre otros de distintas nacionalidades. El grupo utilizaba la denominación de izquierda para diferenciarse del resto de fracciones, a quienes se referían como derecha zimmerwaldiana o socialchovinistas, que era el grupo liderado por Adolph Hoffmann de Alemania, y a otros como centristas o kautskianos, a quienes tildaban de parlamentaristas y cómplices de los socialchovinistas, dirigido por Georg Lebedour de Alemania y Yuli Mártov de los mencheviques de Rusia, así como algunos espartaquistas.
Sus miembros consideraban acabada la Segunda Internacional y abogaban por la creación de una nueva Internacional formada exclusivamente por los socialistas opuestos a la guerra mundial, a diferencia de los mayoritarios «defensistas», que respaldaban los esfuerzos bélicos de sus respectivas naciones. La Izquierda Zimmerwaldiana no estaba en contra de la revolución armada, de hecho, proclamaban la necesidad de convertir la guerra entre naciones en una guerra de clases, solo que no creía en las guerras que se estaban desarrollando porque eran guerras imperiales, también rechazaba la actitud pacifista de los que insistían en elecciones democráticas.
La izquierda de Zimmerwald propuso que se anexara lo siguiente a la resolución final:

Esta lucha exige el rechazo de los créditos de guerra, la salida [de los socialistas] de los ministerios de gobierno y la denuncia del carácter capitalista y anti-socialista de la guerra en el ámbito parlamentario, en las páginas de las publicaciones legales y, cuando sea necesario, en las ilegales, junto con una lucha franca contra el social-patriotismo. 
Cada movimiento popular que surja de las consecuencias de la guerra (contra el empobrecimiento, como reacción ante las bajas en el ejército, etc.) debe ser utilizado para organizar manifestaciones callejeras en contra de los gobiernos, la propaganda de la solidaridad internacional en las trincheras, demandas de huelgas económicas y tratar de transformar esas huelgas, donde las condiciones sean favorables, en luchas políticas

Pero al no contar con la mayoría de la conferencia, finalmente se aprobó por unanimidad un Manifiesto redactado por León Trotski, en el cual se hacía una convocatoria a la acción de masas. La izquierda de Zimmerwald criticó ese texto porque no denunciaba el oportunismo, y omitía cualquier debate sobre los modos de luchar contra la guerra. Sin embargo, esa izquierda aprobó el Manifiesto por constituir una convocatoria a la lucha y porque ofrecía una base para la acción conjunta de los socialistas opositores a la guerra. La izquierda zimmerwaldiana declaró que, aun continuando en la organización de Zimmerwald, difundiría su línea política internacionalista y revolucionaria.
La izquierda zimmerwaldiana no limitó su existencia a la participación en la conferencia de Zimmerwald, y del 24 al 30 de abril de 1916, se celebró en Kienthal (Suiza) la II Conferencia Internacional de Zimmerwald, a la cual asistieron 44 delegados, de la cual surgió un manifiesto que llevaba por nombre ¡A los pueblos que están siendo arruinados y asesinados!. El manifiesto fue publicado el uno de mayo de 1916, firmado por 27 organizaciones que suscribían el documento y que representaban a 18 países. Asimismo, en junio de 1917 participó en la III Conferencia Internacional de Zimmerwald o VI Conferencia Internacional Socialista celebrada en Estocolmo.
Los socialdemócratas integrantes del grupo de zimmerwaldianos de izquierda realizaron una gran labor revolucionaria y desempeñaron un importante papel en la fundación de los partidos comunistas en sus respectivos países. Por ese motivo la izquierda de Zimmerwald, fue el primer paso hacia la conformación de lo que más tarde sería la Internacional Comunista.